# Iodotropheus declivitas
Espèce
Statut de conservation UICN

 VU D2 : Vulnérable
Iodotropheus declivitas est une espèce de poissons de la famille des Cichlidés endémique du lac Malawi en Afrique.